# Hato Mayor del Rey
Hato Mayor del Rey é a capital da província de Hato Mayor, na República Dominicana. Está localizada a 27 quilômetros da província de San Pedro de Macorís e a 100 quilômetros da cidade de Santo Domingo.
Sua população estimada em 2012 era de 70 141 habitantes.